# Neurolakis modesta
Neurolakis es un género monotípico de plantas fanerógamas perteneciente a la familia de las asteráceas. Su única especie, Neurolakis modesta, es originaria de Camerún.

## Taxonomía
Neurolakis modesta fue descrita por  Johannes Mattfeld y publicado en Botanische Jahrbücher für Systematik, Pflanzengeschichte und Pflanzengeographie 59 Beibl. 133: 12. 1924.